# Euphorbia atroflora
Euphorbia atroflora es una especie de fanerógama perteneciente a la familia Euphorbiaceae. Es endémica de Kenia.

## Descripción
Es un arbusto suculento, robusto y erecto, muy ramificado que alcanza los 2,5 m de altura, con 4-5 (-6) ramas en ángulo recto, de 2-3 cm de espesor, ± constreñidas a intervalos de 10-20 cm; con dientes de 1.2 cm de longitud y espinosa.

## Hábitat
Se encuentra en el suelo pedregoso, generalmente en laderas rocosas, con matorrales caducifolios, a una altitud de 600 o 900-1760 m altura.
Es muy parecida a Euphorbia scarlatina.

## Taxonomía
Euphorbia atroflora fue descrito por Susan Carter Holmes y publicado en Kew Bulletin 42: 393. 1987.
Etimología
Euphorbia: nombre genérico que deriva del médico griego del rey Juba II de Mauritania (52 a 50 a. C. - 23), Euphorbus, en su honor – o en alusión a su gran vientre – ya que usaba médicamente Euphorbia resinifera. En 1753 Carlos Linneo asignó el nombre a todo el género.
atroflora: epíteto latino que significa "flor oscura".